# Eudonia expallidalis
Eudonia expallidalis là một loài bướm đêm trong họ Crambidae.